# Аль-Эйд, Халед
Халед аль-Эйд (араб. خالد العيد‎; род. 2 января 1969, Эр-Рияд) — спортсмен-конник из Саудовской Аравии, призёр Олимпийских игр.
Родился в 1969 году в Эр-Рияде. В 1996 году принял участие в Олимпийских играх в Атланте. В 2000 году на Олимпийских играх в Сиднее завоевал бронзовую медаль в личном первенстве в конкуре. В 2006 году завоевал золотую медаль Азиатских игр, а на Азиатских играх 2010 года стал обладателем золотой и бронзовой медалей.